# Alpha Tucanae
Alpha Tucanae (α Tuc, α Tucanae) este un sistem stelar binar în constelația sudică circumpolară Tucanul. Cu o magnitudine aparentă vizuală de 2,86 , steaua principală poate fi văzută cu ochiul liber din emisfera sudică. Folosindu-se de măsurătorile paralaxei, s-a aflat distanța estimată până la acest sistem de 200 ani-lumină (61 parseci). 